# Stella al tecnezio
Una stella al tecnezio è una stella peculiare nel cui spettro appaiono le linee di assorbimento dell'elemento radioattivo tecnezio. Si tratta di stelle molto evolute, situate nel ramo asintotico delle giganti (AGB, acronimo dell'inglese Asymptotic Giant Branch) del diagramma H-R, appartenenti alle classi M, MS, S, SC e C-N e spesso variabili a lungo periodo.
L'isotopo del tecnezio più stabile è il tecnezio-98 (98Tc), che ha un'emivita di 4,2 milioni di anni, un tempo troppo breve per ritenere che si tratti di un elemento preesistente nella nube da cui la stella ha avuto origine. Pertanto, l'individuazione nel 1952 di tale elemento in uno spettro stellare ha costituito una prova inconfutabile dell'esistenza dei processi di nucleosintesi stellare. Gli attuali studi indicano che il tecnezio si formi nelle stelle AGB in una fase avanzata di questo stadio evolutivo a seguito del processo S (cattura neutronica lenta), e che la maggior parte di queste stelle non manifesti la presenza del metallo nel proprio spettro. La presenza delle linee del tecnezio nello spettro stellare sembra correlata alla fase cosiddetta di "terzo dredge-up", caratterizzata da intensi movimenti convettivi che trasportano gli elementi nucleosintetizzati negli strati attigui fino alla superficie. 
Un esempio di stella al tecnezio è la variabile Mira R Geminorum.